# 韋默鎮區 (北達科他州巴恩斯縣)
韋默鎮區（英語：Weimer Township）是位於美國北達科他州巴恩斯縣的一個鎮區。

## 地方資料
韋默鎮區的面積為93.31平方千米，皆為陸地。根據2010年美國人口普查的數據，當地共有人口47人，而人口密度為每平方千米0.5人。